# Os cuneonaviculare I dorsale
Os cuneonaviculare I dorsale is de benaming voor een accessoir voetwortelbeentje dat soms als extra ossificatiepunt ontstaat gedurende de embryonale ontwikkeling. Het botje heeft in de loop der jaren vele alternatieve namen gekregen als os naviculocuneiforme, os infranaviculare en os paracuneiforme I, allen om de ligging van het botje aan te geven. Bij de mensen bij wie het botje voorkomt, bevindt het botje zich aan de mediale, dorsale zijde van de voetwortel, aan de mediale zijde van het gewricht tussen het os naviculare en het eerste wigvormige beentje.
Op röntgenfoto's wordt een os cuneonaviculare I dorsale soms onterecht aangemerkt als afwijkend, losliggend botdeel of als fractuur.